# Edern
Edern – miejscowość i gmina we Francji, w regionie Bretania, w departamencie Finistère.
Według danych na rok 1990 gminę zamieszkiwało 1759 osób, a gęstość zaludnienia wynosiła 44 osoby/km² (wśród 1269 gmin Bretanii Edern plasuje się na 357. miejscu pod względem liczby ludności, natomiast pod względem powierzchni na miejscu 148.).